# Павлодар
Вижте пояснителната страница за други значения на Павлодар.
Павлодар (на казахски: Павлодар, на руски: Павлодар) e град в Североизточен Казахстан, административен център на Павлодарска област. Населението на града е 360 050 души през 2012 година.
Градът е разположен на 350 km северно от републиканската столица Астана, 350 км югоизточно от руския град Омск, по течението на река Иртиш.

## История
Градът е основан от сибирските казаци през 1720 г. като военен пост Коряковский - наречен близко разположено езеро, от чиито води се е добивала сол. Поселението си остава малко казашко градче до 19 век, когато солодобивната дейност се развива и същевременно в района започва добив на олово, мед и сребро. Това развитие води до придобиване статут на самоуправляващ се град през 1861 г. Градът получава името Павлодар - подарък от Павел, в чест на новородения принц Павел Александрович.
Градът обаче остава непривлекателен, изложен на суша, пясъчните бури на степите, с къщи от глина, без павирани улици и оформена централна градска част. Единствените по-забележителни здания са църквите и джамиите в града. Те обаче стават жертва на атеистичната политика на СССР и са унищожени през 1930-те години.
През 1955 г., с началото на кампанията на Никита Хрушчов за овладяване на целината, започва развитието на модерен Павлодар. Множество младежи от всички части на СССР се преселват в града, в който се установява процес на индустриализация и изграждане на нова, модерна инфраструктура. Градът е забранен за чужденци до 1992 г.
След края на съветския режим в Павлодар се провеждат множество културни мероприятия, изграждат се паркове, фонтани, църкви, голямата джамия на Павлодар, крайбрежната дига на Иртиш. Понастоящем градът е важен икономически център на страната.

## Население
Градът според данни от 1999 г. е с население от 300 500 души. Тази стойност отбелязва спад на населението с 9% спрямо данните от 1989 г. Рускоговорещите в града са в съотношение 2 към 1 спрямо казахите. В града има украинска и германска общност, съответно с 20 000 и 15 000 души. Те са заселени там по времето на управлението на Сталин, когато в СССР са извършвани огромни депортации на етноси.

## Икономика
Икономиката на града се основа върху природните ресурси (енергийни и минерални), с които разполага градът. Правителството налага определен контрол върху развитието на града, тъй като мнозинството от населението е с руско самосъзнание и не одобрява еднонационалната идеология в страната.

## Побратимени градове
- Бидгошч, Полша
- Омск, Русия
- Денизли, Турция
- Кропивницки, Украйна